# مرسدس راسل
مرسدس راسل (انگلیسی: Mercedes Russell؛ زادهٔ ۲۷ ژوئیهٔ ۱۹۹۵) بازیکن بسکتبال اهل ایالات متحده آمریکا است.
وی در مسابقات کشوری و بین‌المللی در مجموع برندهٔ ۱ مدال طلا شده‌است.